# ファラウレップ環礁
ファラウレップ環礁（ファラウレップかんしょう、英語: Faraulep Atoll）は太平洋のミクロネシア連邦のカロリン諸島西部の3つの島から成る珊瑚環礁。現地の人々はファルーレップと発音している。
合計陸地面積は0.422km2であるが、7km2の大きさを持つ深い礁湖がある。礁湖は南西部が外洋に開いている。ファラウレップ環礁はガフェルト島の南西100km、ウォレアイ環礁の北東150km、ヤップ島の東700kmほどの位置に存在する。
ヤップ州に属し、選挙区を構成している。ファラウレップの人口は2000年時点で221人であった。
欧州人による最初の記録は1696年にJuan Rodríguezの操舵するマニラからのスペイン船によるものである。
カロリン諸島はスペイン領東インドを経て1899年にドイツ領ニューギニアに売却され、第一次世界大戦後に大日本帝国が委任統治を行う南洋諸島となった。第二次世界大戦後にはアメリカが占領し、国連の太平洋諸島信託統治領となり、1979年のミクロネシア連邦独立後はその一部となっている。